# Phannapa Harnsujin
Phannapa Harnsujin (thaï : พรรณนภา หาญสุจินต์), née le 14 septembre 1997 à Bangkok, est une taekwondoïste thaïlandaise. Elle est couronnée championne du monde en poids coq (- 53 kg) en 2019.

## Biographie
En 2016, elle fait partie de l'équipe de Thaïlande aux Jeux olympiques d'été de 2016 et termine 7e du tournoi des moins de 57 kg. Trois ans plus tard, elle remporte la médaille d'or dans la catégorie des Poids coq (−53 kg) lors des Championnats du monde de taekwondo 2019 en battant la championne du monde en tire, la russe Tatiana Kudashova.